# Paul Bateson
Paul Bateson (* 24. August 1940 in Lansdale, Pennsylvania, vermutlich gestorben am 15. September 2012) war oder ist ein US-amerikanischer Mörder. Er wurde für den Mord an dem 36 Jahre alten Addison Verrill im September 1977 verurteilt. Bis heute ist nicht geklärt, ob Bateson auch für den Tod von sechs weiteren Männern Mitte der 1970er Jahre verantwortlich ist.

## Leben

### Frühes Leben
Paul Bateson wurde als Sohn eines Metallurgen in eine klassische Arbeiterfamilie hinein geboren. Über Kindheit und Jugend ist so gut wie nichts bekannt. Anfang der 1960er Jahre trat er als Soldat in den Dienst der United States Army und wurde so unter anderem in Deutschland stationiert. Da er begann, Alkohol zu trinken und auch oft betrunken den Dienst antrat, wurde er bald darauf aus der Armee entlassen. Bateson kehrte nach Lansdale zurück und zog um etwa 1964 nach New York City. Hier gestand er sich selbst seine Homosexualität ein und unterhielt bald darauf eine Beziehung mit einem offen bisexuellen Mann.
Bateson begann eine Ausbildung als Röntgenassistent am New York University Medical Center (NYUMC). Hier zählte er bald zu einem respektierten und geschätzten Kollegen. 1972 besuchte der renommierte Hollywood-Regisseur William Friedkin das NYUMC. Er war gerade auf Recherche zu einem seiner neuesten Filmprojekte, Der Exorzist. Friedkin wurde Bateson als Berater zur Seite gestellt. Der Regisseur zeigte sich vom Fachwissen des Röntgenassistenten derart beeindruckt, dass er ihm erlaubte, eine Statistenrolle – mit Text – in Der Exorzist zu übernehmen. Die Szene, in der Bateson in der Rolle eines Arztes Linda Blair alias Regan auf ihre Untersuchung vorbereitet, wurde später von Medizinern als sehr authentisch gepriesen.
Mitte der 1970er Jahre hatte Bateson eine Reihe von Schicksalsschlägen zu überwinden. Seine Mutter war früh an einem Schlaganfall gestorben, sein jüngerer Bruder verübte Suizid. 1973 endete seine Beziehung zu seinem Freund. Als er begann, wieder vermehrt Alkohol zu trinken, sah sich das NYUMC gezwungen, ihn 1975 zu kündigen.
Bateson begann danach, sich mit Gelegenheitsjobs finanziell über Wasser zu halten. Er arbeitete als Elektriker oder war als Reinigungsfachkraft bei der Säuberung von Apartments in Greenwich Village zuständig. Zuletzt arbeitete er als Kartenverkäufer in einem Pornokino. Obwohl er Treffen der Anonymen Alkoholiker besuchte, gelang es ihm nie, von seiner Alkoholsucht loszukommen. Zuletzt trank er einen Viertelliter Wodka am Tag. Sein Sozialleben litt ebenfalls darunter. Nachts besuchte er Schwulenbars und hatte Gelegenheitssex mit Männern.

### Mord
Am 14. September 1977 lernte Bateson in Badlands, einer Schwulenbar in der Christopher Street, Addison Verrill, einen Gesellschaftsreporter für Variety, kennen. Beide tranken ein Bier, konsumierten Poppers und auch Kokain. Danach fuhren sie mit einem Taxi in Verrills Wohnung in die Horatio Street nach Manhattan, wo sie erneut Alkohol tranken, Drogen zu sich nahmen und miteinander Sex hatten. Da Bateson befürchtete, Verrill könnte in ihren One Night Stand noch mehr hinein interpretieren, und er Ablehnungen hasste, schlug er Verrill mit einer Bratpfanne aus dessen Küche zusammen und stach ihm mit einem Messer in die Brust. Nach dem Mord nahm Bateson Geld im Wert von 57 Dollar, Kleidung von Verrill sowie dessen Kreditkarte und Reisepass an sich und verließ den Tatort.
Bateson bereute seine Tat schnell. Darum trat er telefonisch in Kontakt mit Arthur Bell, einem LGBTQ-Aktivisten und Reporter der Village Voice. Dieser hatte in einem Artikel über den Mord an Addison Verrill geschrieben, der Mörder sei ein Psychopath, der es auf Homosexuelle abgesehen habe. Bateson nannte in dem Telefonat, das er zunächst anonym führte, Täterwissen. Allerdings wolle er für seine Tat auch büßen. Bell schaltete sofort die Polizei ein. Als Bell in seiner Wohnung mit der Polizei auf einen weiteren Anruf des möglichen Täters wartete, meldete sich ein weiterer, bis heute anonym gebliebener Anrufer, der sich „Mitch“ nannte. Dieser nannte der Polizei Paul Bateson als Täter. Bateson wurde kurze Zeit später verhaftet und gab ein umfangreiches Geständnis ab. Er wurde nach Rikers Island gebracht, wo er ein Verfahren wegen Totschlags erwartete. Bell besuchte ihn dort. Bateson zeigte sich erleichtert, da das Gefängnis ihm dabei helfe, trocken zu bleiben.

### Mögliche Mordserie
Zwischen 1975 und 1977 ereignete sich eine Mordserie, die als Bag Murders (Taschenmorde), CUPPI-Morde (Circumstances Unknown Pending Police Investigation) oder herabwertend Fag in a Bag Murders (Schwuchtel im Beutel-Morde) bezeichnet wurden. Sechs männliche Tote hatte die New Yorker Polizei aus dem Hudson River in der Nähe des World Trade Centers aber auch im benachbarten New Jersey geborgen. Die Leichen waren zerstückelt, man hatte sie in Plastiksäcke und -tüten in den Fluss geworfen. Keiner der Männer wurde je identifiziert. Die Leichenteile hatten jedoch Tätowierungen, die in der BDSM-Subkultur markant sind. Auch trugen sie Lederklamotten, die bis zu einem bei Homosexuellen beliebten Geschäft in Greenwich Village zurückverfolgt werden konnten. Dort hatte Paul Bateson vor seiner Verhaftung gewohnt. Auch trugen einige der Plastiksäcke das Logo des New York University Medical Centers,  Batesons ehemaligem Arbeitsplatz. Bis heute konnte man ihn nicht ohne Zweifel mit der Mordserie in Verbindung bringen. Die Taten sind bis heute nicht aufgeklärt worden.
William Friedkin, der Regisseur von Der Exorzist, besuchte Bateson im Gefängnis. Auf die Mordserie angesprochen, wollte Bateson die Bag Murders ebenfalls gestehen, wenn dafür das Strafmaß reduziert würde. Eine derartige Übereinkunft kam aber nie zu Stande. Friedkin konnte jedoch erreichen, dass Bateson ihm als Fachberater für seinen Film Cruising (1980) mit Al Pacino in der Hauptrolle zur Seite stehen durfte. Das Werk beruht auf dem gleichnamigen Roman von Gerald Walker, in dem ein Serienmörder in New York homosexuelle Männer tötet.

### Spätes Leben
Paul Bateson wurde am 5. März 1979 vor dem Gericht des Mordes an Addison Verrill schuldig gesprochen. Der Staatsanwalt nannte Bateson einen Psychopathen, auch vermutete er, er habe auch die Bag Murders begangen. Bateson gestand diese nie öffentlich, allerdings distanzierte er sich nie von den Morden.
Er wurde zu mindestens 20 Jahren, maximal lebenslänglicher Freiheitsstrafe verurteilt. Bateson verbrachte danach 24 Jahre und 3 Monate im Gefängnis. Sein erstes Gnadengesuch 1997 war erfolglos. 2003 wurde er freigelassen, fünf Jahre später endete die Bewährungsfrist.
Danach verschwand Paul Bateson aus der Öffentlichkeit. Sein Verbleib ist nicht geklärt. Ein Eintrag im Social Security Death Index besagt jedoch, dass ein Paul Bateson mit demselben Geburtsdatum am 15. September 2012 im Alter von 72 Jahren verstorben ist. Ob es sich dabei um denselben Mann handelt, ist nicht bekannt.